# Славск
Славск (рус. Славск) град је у Русији у Калињинградској области.

## Становништво
| 1939. | 1959. | 1970. | 1979. | 1989. | 2002. | 2010. |
| ----- | ----- | ----- | ----- | ----- | ----- | ----- |
| 3.467 | 3.862 | 4.053 | 4.410 | 4.682 | 5.172 | 4.614 |

## Градови побратими
- Ронеби